# Rimma Iwanowna Koscheljowa
Rimma Iwanowna Koscheljowa (russisch Римма Ивановна Кошелёва, engl. Transkription Rimma Koshelyova, verheiratete Ларионова – Larionowa – Larionova; * 1. April 1936 in Nischni Nowgorod) ist eine ehemalige sowjetische Hürdenläuferin.
Über 80 Meter Hürden stellte sie mit 10,6 s am 26. Juni 1960 in Riga einen Weltrekord auf. Im selben Jahr wurde sie bei den Olympischen Spielen in Rom Sechste.
1961 gewann sie Silber bei der Universiade, und 1962 wurde sie Fünfte bei den Europameisterschaften in Belgrad. Bei den Europameisterschaften 1966 in Budapest erreichte sie das Halbfinale.
1962 wurde sie Sowjetische Meisterin.